# Jesus Balaso Tuquib
Jesus Balaso Tuquib (1930 – 2019) là một Giám mục người Philippines của Giáo hội Công giáo Rôma. Ông nguyên là Tổng giám mục chính tòa Tổng giáo phận Cagayan de Oro. Trước khi đảm trách vị trí Tổng giám mục chính tòa, ông cũng từng đảm nhiệm các chức danh khác như Tổng giám mục Phó Cagayan de Oro và Giám mục chính tòa Giáo phận Pagadian.

## Tiểu sử
Tổng giám mục Jesus Balaso Tuquib sinh ngày 27 tháng 6 năm 1930, tại Clarin, thuộc Philippines. Sau quá trình tu học dài hạn tại các cơ sở chủng viện theo quy định của Giáo luật, ngày 14 tháng 3 năm 1959, Phó tế Tuquib, 29 tuổi, tiến đến việc được truyền chức linh mục.
Sau gần 14 năm thực hiện các công việc và trách vụ của một linh mục, ngày 24 tháng 2 năm 1973, tin tức từ Tòa Thánh loan báo quyết định của Giáo hoàng, bổ sung linh mục Jesus Balaso Tuquib, 43 tuổi, vào hàng ngũ các Giám mục Công giáo hoàn vũ, với vị trí được trao cho là Giám mục CHính tòa Giáo phận Pagadian. Lễ tấn phong cho vị giám mục tân cử được cử hành sau đó vào ngày 29 tháng 5 cùng năm, với phần nghi thức được cử hành cách trọng thể bởi 3 giáo sĩ cấp cao. Chủ phong cho vị tân chức là Giám mục Manuel Mascariñas y Morgia, Giám mục chính tòa Giáo phận Tagbilaran. Hai vị còn lại với vai trò phụ phong, gồm có Tổng giám mục Lino Rasdesales Gonzaga, Tổng giám mục Tổng giáo phận Zamboanga và Giám mục Felix Sanchez Zafra, Giám mục chính tòa Giáo phận Dipolog. Tân giám mục chọn cho mình châm ngôn:Diligamus nos invicem.
Mười một năm giữ vị trí Giám mục chính tòa Pagadian của Giám mục Tuquib kết thúc bằng quyết định thuey6n chuyển của Tòa Thánh, công bố quyết định mới, thăng giám mục Tuquib làm Tổng giám mục, thuyên chuyển đến Tổng giáo phận Cagayan de Oro giữ vị trí Tổng giám mục Phó. Quyết định trên công bố ngày 31 tháng 3 năm 1984, và Tân Tổng giám mục đã đến nhận nhiệm vụ mới sau đó vào ngày 31 tháng 5 cùng năm. Gần bốn năm sau đó, ngày 5 tháng 1 năm 1988, Tổng giám mục Phó Jesus Balaso Tuquib kế vị trở thành Tổng giám mục chính tòa Cagayan de Oro.
Sau gần 30 năm trên vị trí Tổng giám mục, ông xin từ nhiệm vì lí do tuổi tác theo quy định từ Giáo luật và Tòa Thánh công bố quyết định chấp thuận vào ngày 4 tháng 3 năm 2006.
Ông qua đời ngày 1 tháng 8 năm 2019.